# Bussard
Le Bussard est un ancien bateau à vapeur construit en 1906 et qui a servi de baliseur de 1906 à 1979 dans la baie de Kiel. Il appartient désormais au musée maritime de Kiel (Schifffahrtsmuseum Kiel).

## Historique
Le navire a été mis en service le 15 mars 1905 de Meyer Werft à Papenbourg  et mis en service en 1906 pour l'Inspection royale du génie hydraulique à Flensbourg. Jusqu'en 1919, le Bussard a été stationné à Sønderborg, qui appartenait à l'époque au Reich allemand, puis continuellement à Kiel. En plus de la tâche principale de pose, de transport et de réparation des bouées dans la baie de Kiel, il était également régulièrement utilisé pour approvisionner le bateau-phare Fehmarnbelt et comme navire de départ et d'arrivée pendant la Semaine de Kiel. Les coûts d'exploitation élevés ont conduit à son démantèlement en 1979.

### Préservation
En juillet 1980, le Bussard a été remis au Musée maritime de Kiel. Cependant, il y avait un manque d'argent et de personnel pour faire fonctionner le moteur à vapeur. Ce n'est qu'en 2001 que les amateurs de bateaux à vapeur volontaires ont commencé à remettre le navire en marche. L'usage de sa chaudière a été accepté par le TÜV un an plus tard et après de nouveaux travaux, le moteur principal a pu fonctionner à nouveau à la vapeur en mai 2005. L'association Dampfer Bussard e.V., qui a été fondée la même année, a ensuite repris les réparations et l'exploitation du navire-musée. Le 5 novembre 2006, 27 ans après sa mise hors service, le Bussard a réalisé avec succès son premier essai de navigation. Il est approuvé comme navire traditionnel par le GSHW (de) et peut accueillir jusqu'à 50 passagers par jour.

## Galerie

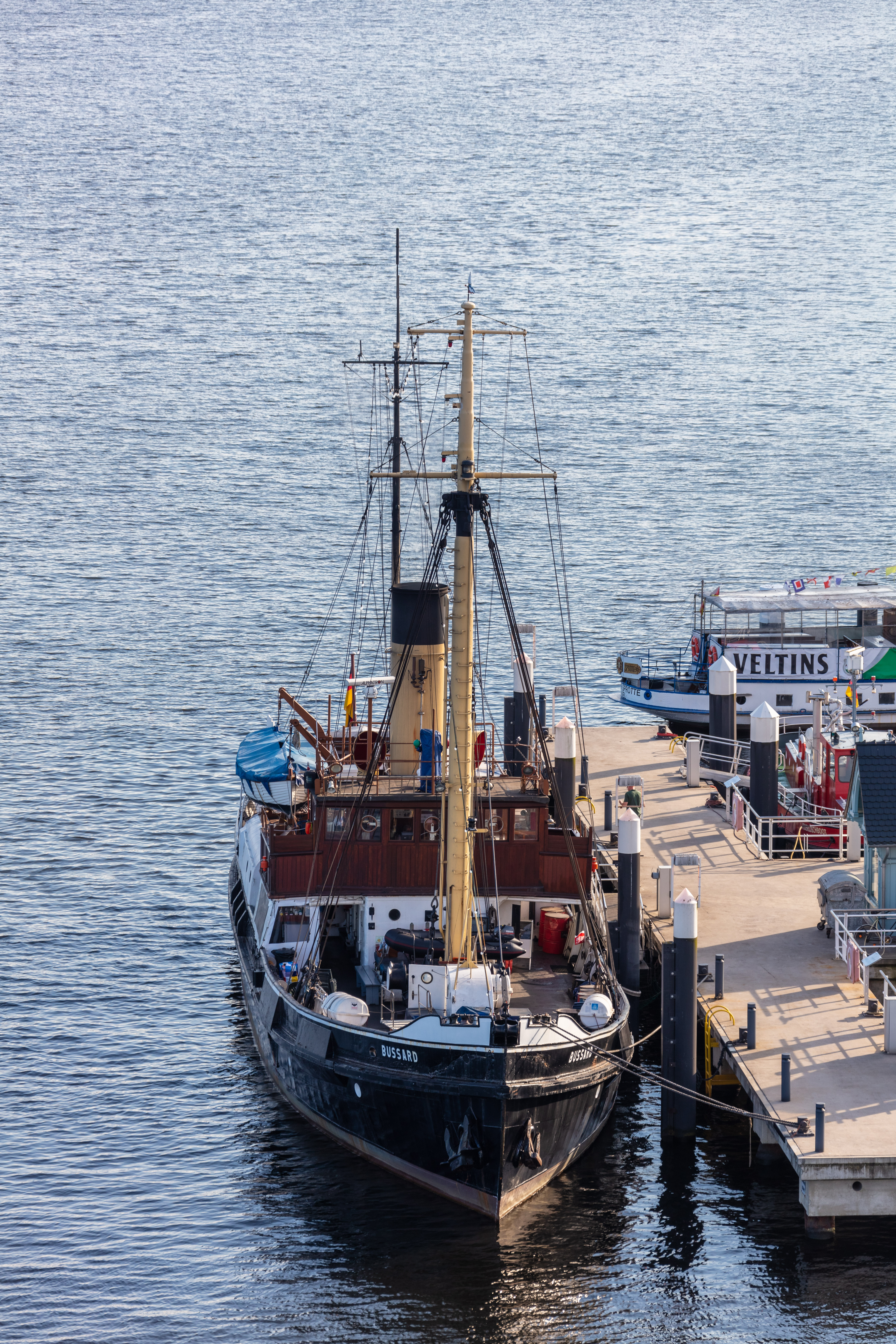
Bussard
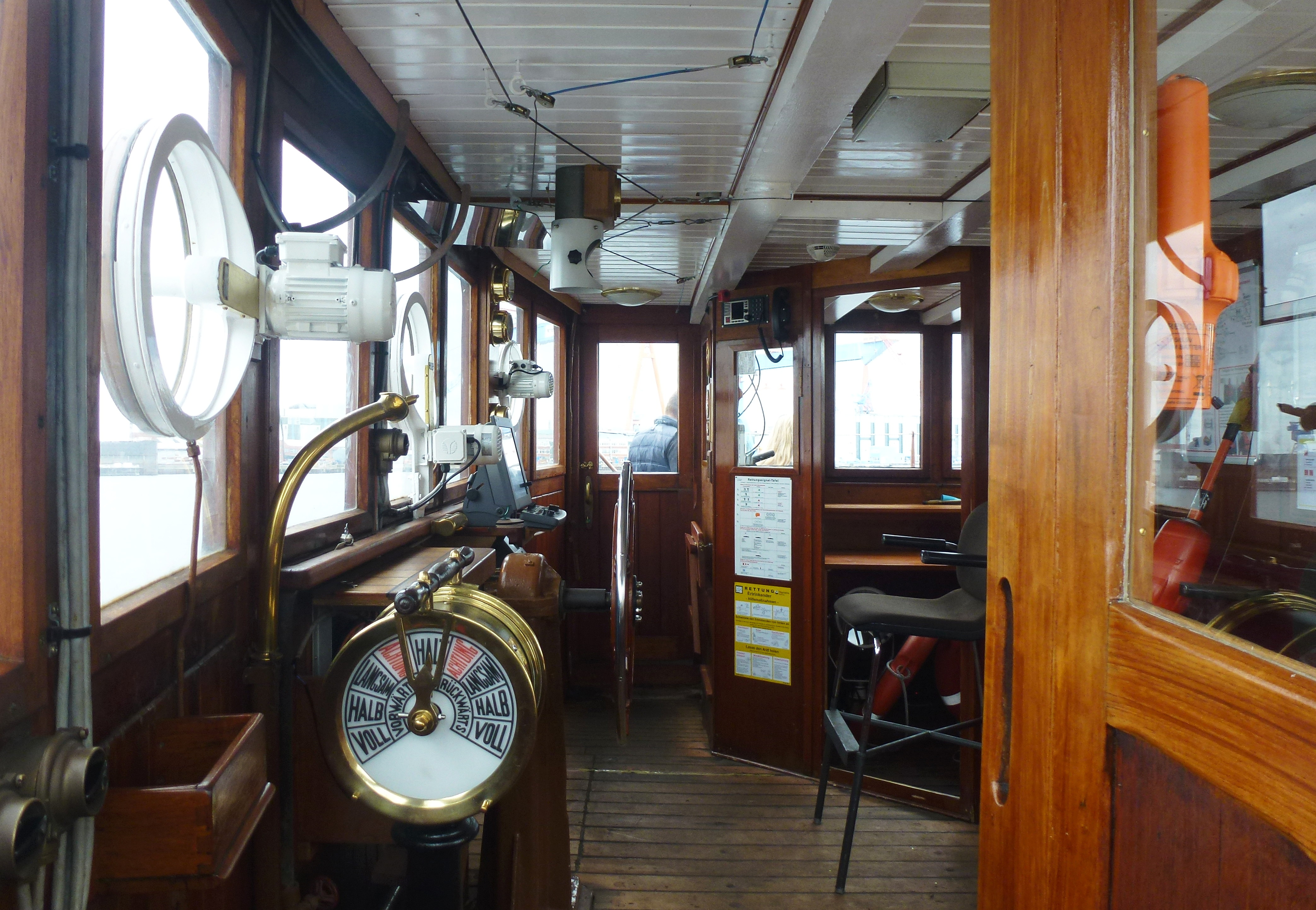
Poste de pilotage
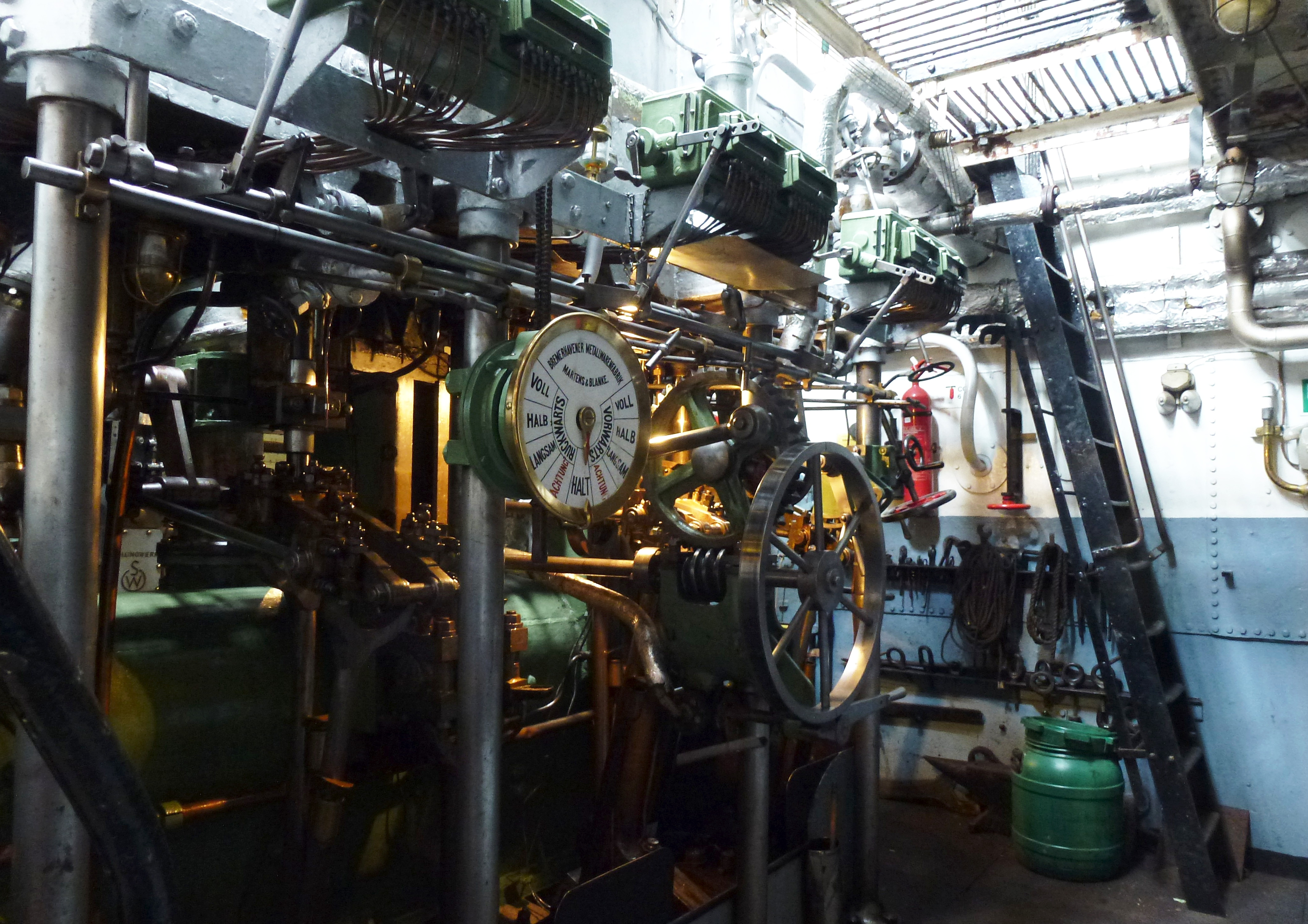
Salle des machines
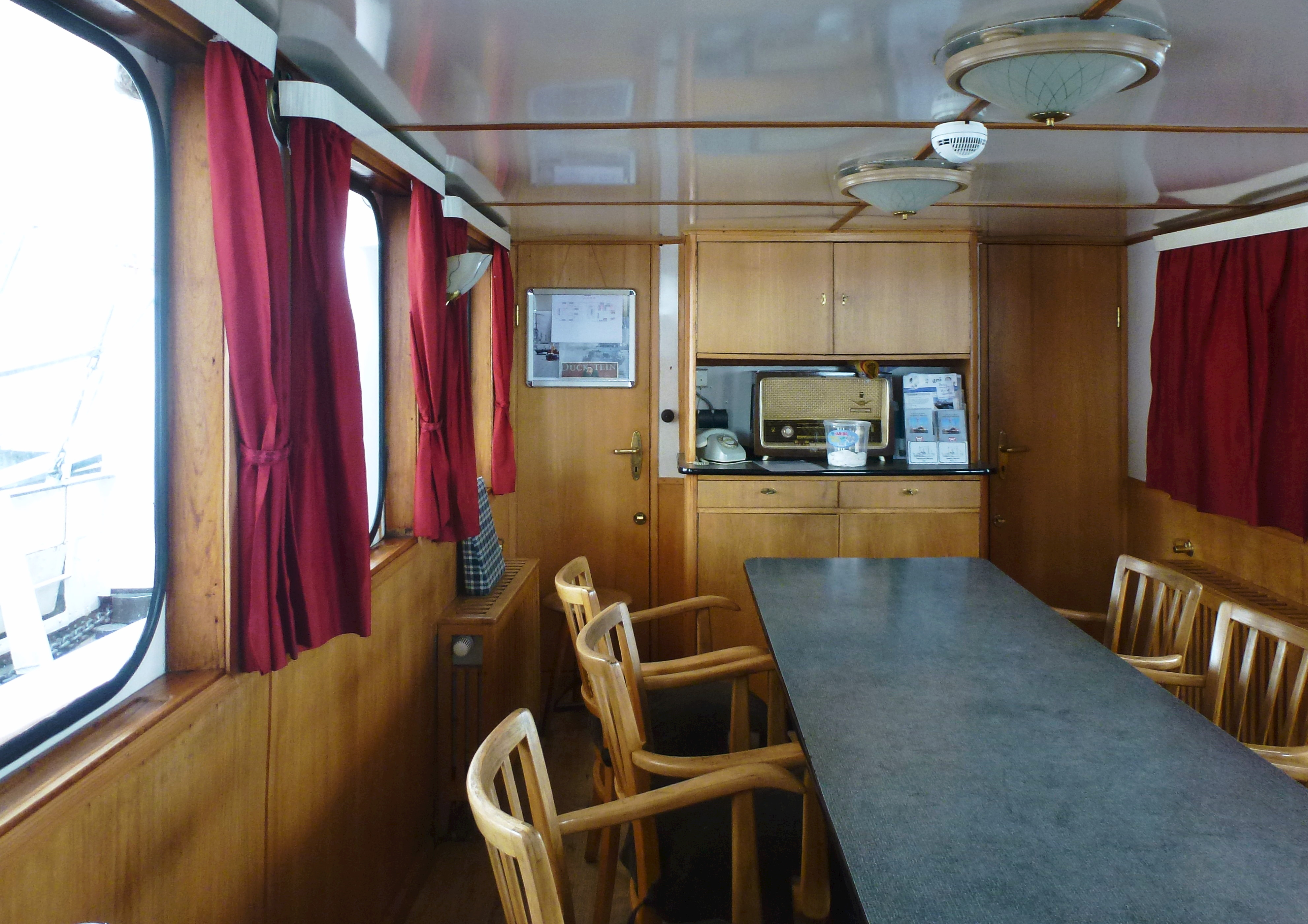
Salle à manger
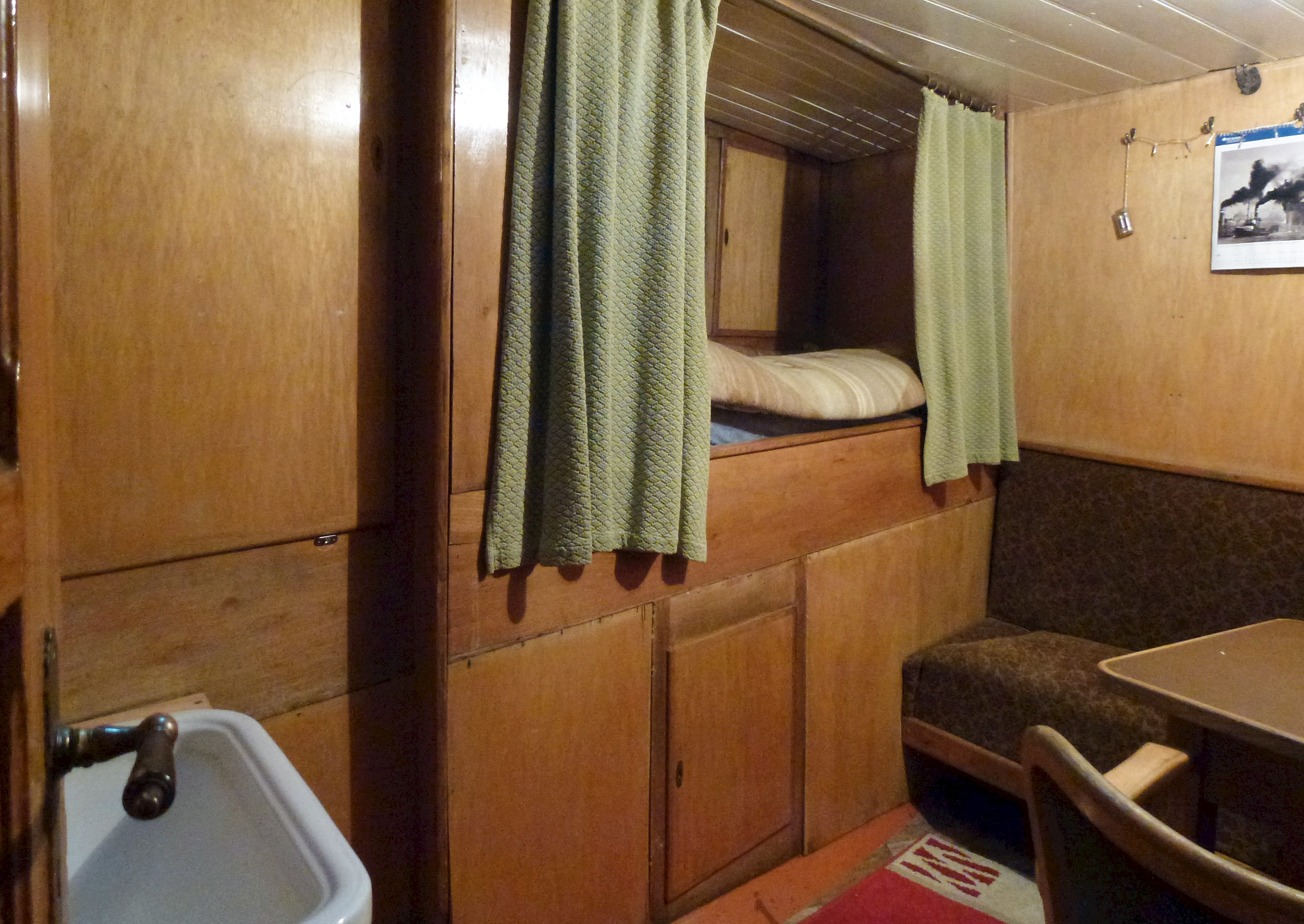
Cabine